# Plaimpied-Givaudins
Plaimpied-Givaudins est une commune française située dans le département du Cher en région Centre-Val de Loire.

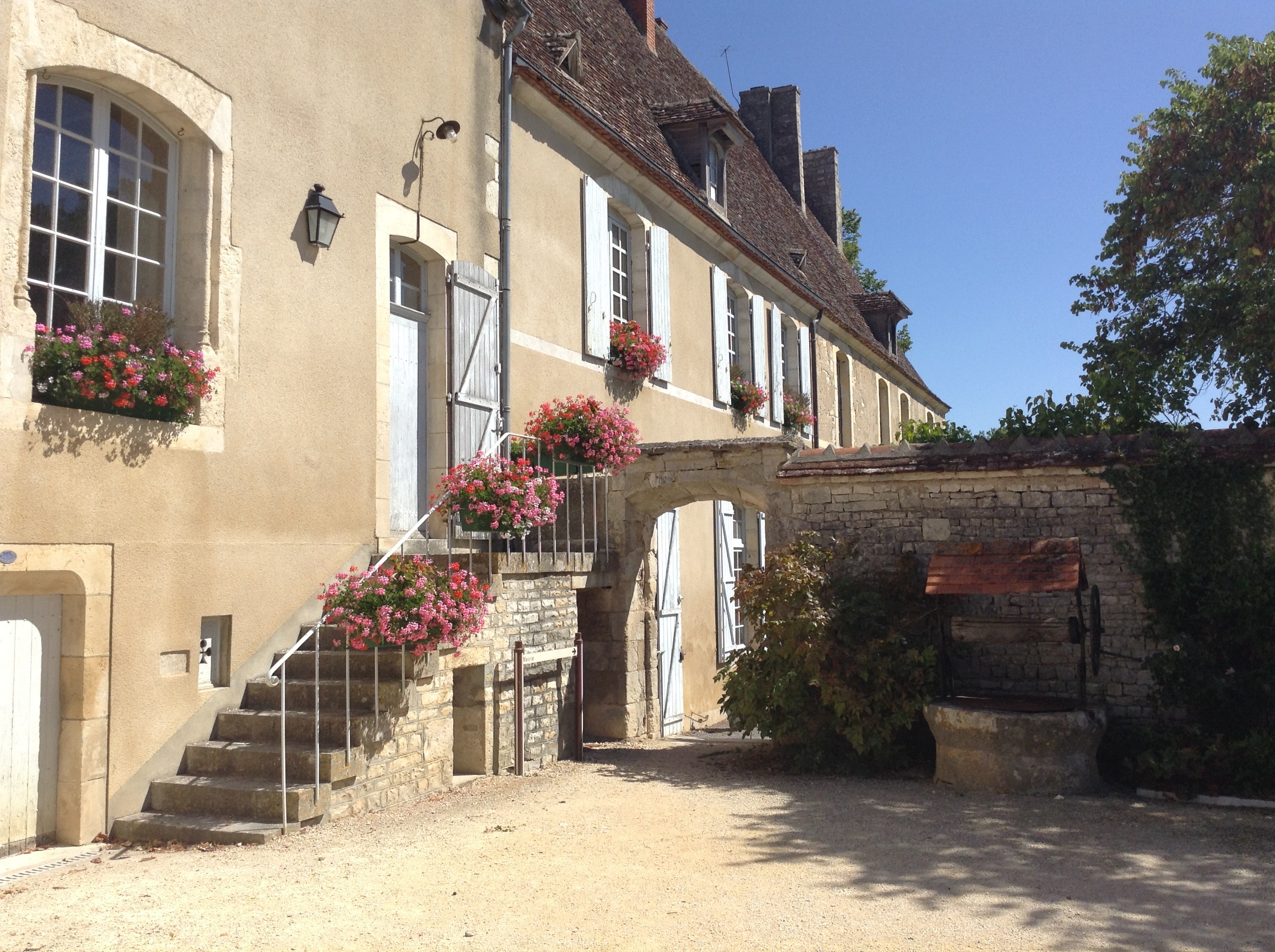
Mairie de Plaimpied-Givaudins.

## Géographie
Plaimpied-Givaudins se situe à vingt-cinq kilomètres de Bruère-Allichamps (centre de la France). Village du Cher dans la région du Centre-Val de Loire, Plaimpied-Givaudins fait partie du canton de Trouy. La plus grande ville à proximité de Plaimpied-Givaudins est Bourges, située au Nord-Ouest de la commune à 10 km. Plaimpied-Givaudins est traversée par le canal de Berry.

## Histoire
L'origine du nom de Plaimpied-Givaudins remonte à deux composantes latines :
- Planum, qui signifie « plat », a phonétiquement évolué vers plaim ;
- Podium qui signifie en latin, à basse époque, « petite éminence, colline arrondie », a fini par donner pied.

L'origine du nom de Givaudins est plus obscure.
Richard II, archevêque de Bourges, fonda à Plaimpied une importante abbaye de chanoines réguliers soumis à la règle de saint Augustin. Commencée à la fin du XIe siècle, l'église abbatiale dédiée à saint Martin ne fut terminée que plus de cent ans après.
Les deux communautés d'habitants de Plaimpied et de Givaudins ont été réunies en une seule commune par ordonnance royale du 24 février 1842 alors qu'auparavant, Givaudins dépendait étroitement de Bourges et des communautés religieuses qui y étaient installées.

## Politique et administration

### Liste des maires
| Période                                  | Période                   | Identité            | Étiquette    | Qualité |
| ---------------------------------------- | ------------------------- | ------------------- | ------------ | --- |
| 1945                                     | mars 1965                 | Luc Lanoue          |              | |
| mars 1965                                | mars 1977                 | Alphonse Rivière    | SFIO puis PS | Ancien instituteur et secrétaire de mairie Conseiller général du canton de Levet (1955 → 1973) Croix de guerre 1914-1918 et 1939-1945, chevalier de la Légion d’honneur |
| mars 1977                                | mars 1983                 | Pierre Signargout   | DVD puis UDF | Directeur du syndicat d'électricité et de gaz du Cher Conseiller général du canton de Levet (1973 → 1998)                                                               |
| Les données manquantes sont à compléter. |                           |                     |              | |
| juin 1995                                | mars 2001                 | Jean-Pierre Magnoux | DVG          | Directeur d'école retraité Conseiller général du canton de Levet (1998 → 2011)                                                                                          |
| mars 2001                                | mars 2010                 | Michel Ducamp       | PS           | Ingénieur |
| avril 2010                               | En cours (au 28 mai 2020) | Patrick Barnier,    | DVD          | Ingénieur DGA retraité Conseiller départemental du canton de Trouy (2015 → ) Vice-président du conseil départemental (2015 → ) Vice-président de Bourges Plus (2010 → ) |
| Les données manquantes sont à compléter. |                           |                     |              | |

## Démographie
L'évolution du nombre d'habitants est connue à travers les recensements de la population effectués dans la commune depuis 1793. Pour les communes de moins de 10 000 habitants, une enquête de recensement portant sur toute la population est réalisée tous les cinq ans, les populations de référence des années intermédiaires étant quant à elles estimées par interpolation ou extrapolation. Pour la commune, le premier recensement exhaustif entrant dans le cadre du nouveau dispositif a été réalisé en 2008.

En 2022, la commune comptait 2 104 habitants, en évolution de +6,32 % par rapport à 2016 (Cher : −2,48 %, France hors Mayotte : +2,11 %).
| 1793 | 1800 | 1806 | 1821 | 1831 | 1836 | 1841 | 1846 | 1851 |
| ---- | ---- | ---- | ---- | ---- | ---- | ---- | ---- | ---- |
| 487  | 436  | 503  | 396  | 424  | 429  | 477  | 708  | 782  |

| 1856 | 1861 | 1866 | 1872 | 1876 | 1881 | 1886 | 1891 | 1896 |
| ---- | ---- | ---- | ---- | ---- | ---- | ---- | ---- | ---- |
| 855  | 851  | 922  | 882  | 900  | 938  | 902  | 869  | 791  |

| 1901 | 1906 | 1911 | 1921 | 1926 | 1931 | 1936 | 1946 | 1954 |
| ---- | ---- | ---- | ---- | ---- | ---- | ---- | ---- | ---- |
| 761  | 792  | 763  | 670  | 695  | 648  | 651  | 664  | 685  |

| 1962 | 1968 | 1975 | 1982  | 1990  | 1999  | 2006  | 2008  | 2013  |
| ---- | ---- | ---- | ----- | ----- | ----- | ----- | ----- | ----- |
| 673  | 693  | 853  | 1 100 | 1 388 | 1 643 | 1 672 | 1 684 | 1 861 |

| 2018  | 2022  | - | - | - | - | - | - | - |
| ----- | ----- | - | - | - | - | - | - | - |
| 2 019 | 2 104 | - | - | - | - | - | - | - |

### Climat
Pour des articles plus généraux, voir Climat du Centre-Val de Loire et Climat du Cher.
En 2010, le climat de la commune est de type climat océanique dégradé des plaines du Centre et du Nord, selon une étude du CNRS s'appuyant sur une série de données couvrant la période 1971-2000. En 2020, Météo-France publie une typologie des climats de la France métropolitaine dans laquelle la commune est exposée à un climat océanique altéré et est dans la région climatique  Centre et contreforts nord du Massif Central, caractérisée par un air sec en été et un bon ensoleillement. 
Pour la période 1971-2000, la température annuelle moyenne est de 11,2 °C, avec une amplitude thermique annuelle de 15,6 °C. Le cumul annuel moyen de précipitations est de 733 mm, avec 10,8 jours de précipitations en janvier et 7,4 jours en juillet. Pour la période 1991-2020, la température moyenne annuelle observée sur la station météorologique la plus proche, située sur la commune de Bourges à 11 km à vol d'oiseau, est de 12,1 °C et le cumul annuel moyen de précipitations est de 742,7 mm,. Pour l'avenir, les paramètres climatiques de la commune estimés pour 2050 selon différents scénarios d'émission de gaz à effet de serre sont consultables sur un site dédié publié par Météo-France en novembre 2022.

## Urbanisme

### Typologie
Au 1er janvier 2024, Plaimpied-Givaudins est catégorisée bourg rural, selon la nouvelle grille communale de densité à 7 niveaux définie par l'Insee en 2022.
Elle est située hors unité urbaine. Par ailleurs la commune fait partie de l'aire d'attraction de Bourges, dont elle est une commune de la couronne,. Cette aire, qui regroupe 111 communes, est catégorisée dans les aires de 50 000 à moins de 200 000 habitants,.

### Occupation des sols
L'occupation des sols de la commune, telle qu'elle ressort de la base de données européenne d’occupation biophysique des sols Corine Land Cover (CLC), est marquée par l'importance des territoires agricoles (93,1 % en 2018), en diminution par rapport à 1990 (94,1 %). La répartition détaillée en 2018 est la suivante : 
terres arables (84,9 %), prairies (6,6 %), zones urbanisées (3,1 %), forêts (3,1 %), zones agricoles hétérogènes (1,6 %), eaux continentales (0,6 %).
L'évolution de l’occupation des sols de la commune et de ses infrastructures peut être observée sur les différentes représentations cartographiques du territoire : la carte de Cassini (XVIIIe siècle), la carte d'état-major (1820-1866) et les cartes ou photos aériennes de l'IGN pour la période actuelle (1950 à aujourd'hui).

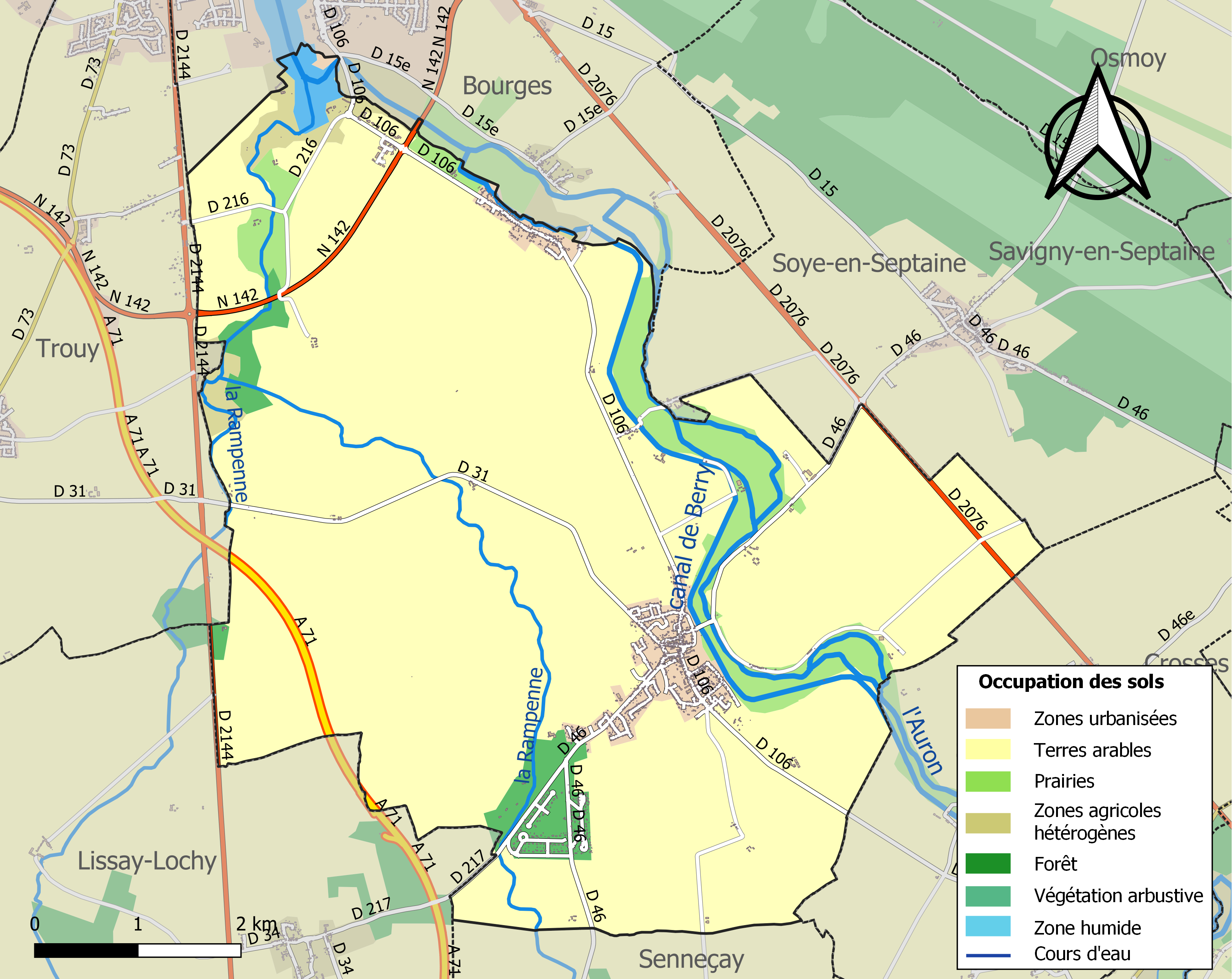
Carte des infrastructures et de l'occupation des sols de la commune en 2018 (CLC).

### Risques majeurs
Le territoire de la commune de Plaimpied-Givaudins est vulnérable à différents aléas naturels : météorologiques (tempête, orage, neige, grand froid, canicule ou sécheresse), mouvements de terrains et séisme (sismicité faible). Il est également exposé à un risque technologique,  le transport de matières dangereuses. Un site publié par le BRGM permet d'évaluer simplement et rapidement les risques d'un bien localisé soit par son adresse soit par le numéro de sa parcelle.

#### Risques naturels

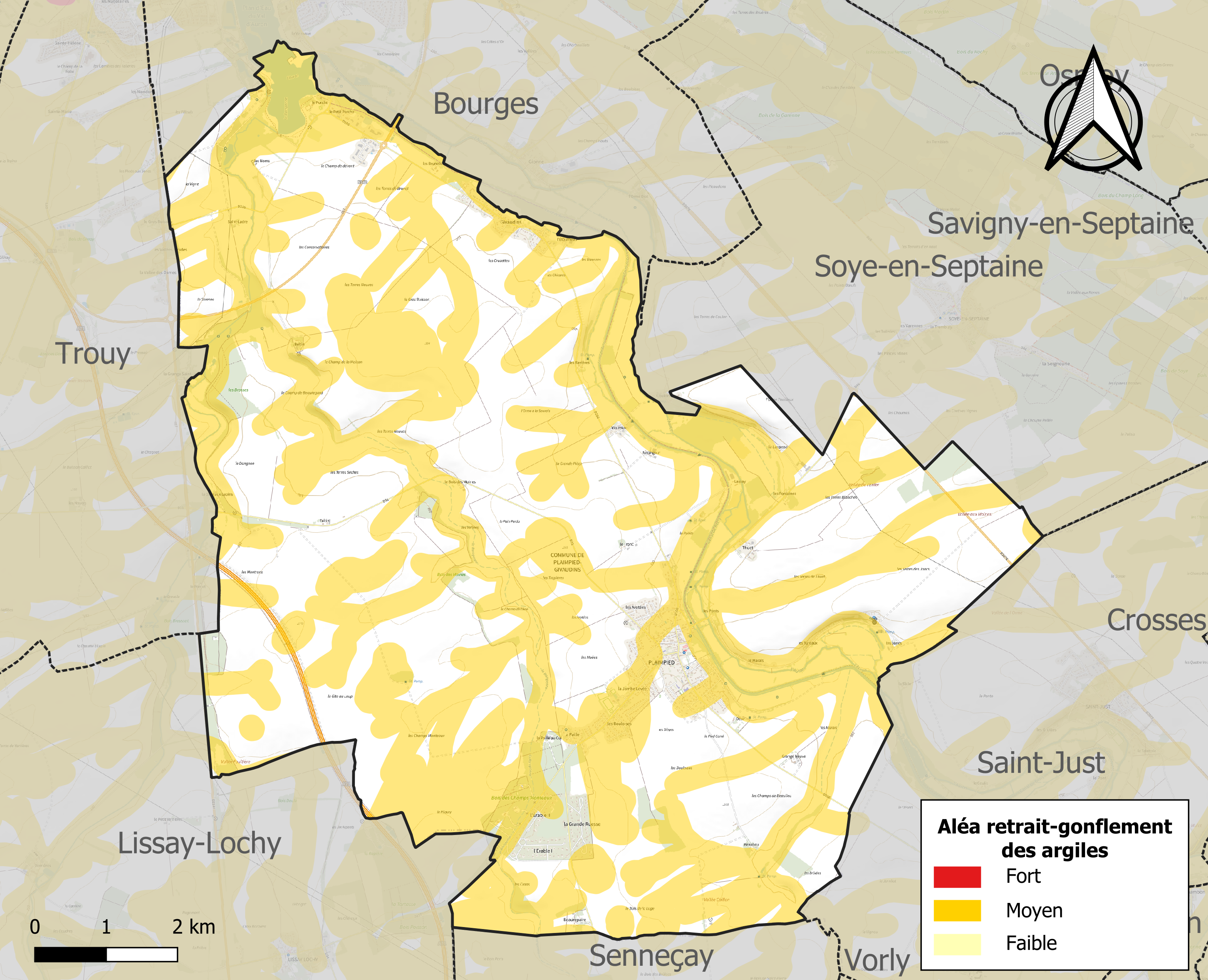
Carte des zones d'aléa retrait-gonflement des sols argileux de Plaimpied-Givaudins.

La commune est vulnérable au risque de mouvements de terrains constitué principalement du retrait-gonflement des sols argileux. Cet aléa est susceptible d'engendrer des dommages importants aux bâtiments en cas d’alternance de périodes de sécheresse et de pluie. 56,3 % de la superficie communale est en aléa moyen ou fort (90 % au niveau départemental et 48,5 % au niveau national). Sur les 826 bâtiments dénombrés sur la commune en 2019, 483 sont en aléa moyen ou fort, soit 58 %, à comparer aux 83 % au niveau départemental et 54 % au niveau national. Une cartographie de l'exposition du territoire national au retrait gonflement des sols argileux est disponible sur le site du BRGM,.
Concernant les mouvements de terrains, la commune a été reconnue en état de catastrophe naturelle au titre des dommages causés par la sécheresse en 1989 et par des mouvements de terrain en 1999.

#### Risques technologiques
Le risque de transport de matières dangereuses sur la commune est lié à sa traversée par des infrastructures routières ou ferroviaires importantes ou la présence d'une canalisation de transport d'hydrocarbures. Un accident se produisant sur de telles infrastructures est en effet susceptible d’avoir des effets graves au bâti ou aux personnes jusqu’à 350 m, selon la nature du matériau transporté. Des dispositions d’urbanisme peuvent être préconisées en conséquence.

## Vie locale

### Enseignement
- École maternelle et primaire La clé des champs.

### Associations
À Plaimpied se trouve le Centre Artistique et Culturel de Plaimpied Givaudins. Il propose des activités d’arts plastiques, d’arts du spectacle, une école de musique, des jeux de société, un club informatique. Il anime des activités liées au patrimoine local ainsi qu'un jardin partagé.

### Sports
- Union Sportive de Plaimpied-Givaudins (USPG) 3e Division
- Tennis Club de Plaimpied-Givaudins (TCPG)
- Plaimpied-Givaudins Badminton (PGBaD)

### Équipements
Les infrastructures majeures sont :
- le stade municipal ;
- le terrain de tennis municipal ;
- le City-Stade ;
- le terrain de basket municipal ;
- la structure couverte multi-sports.

## Culture locale et patrimoine

### Lieux et monuments
- Église Saint-Martin romane XIe siècle (1080), ancienne abbatiale, remaniée : clocher carré, chapiteau roman représentant la Tentation du Christ, abside voûtée en cul-de-four, crypte à 3 nefs, inscriptions funéraires XIIe siècle et bas-relief Abraham XIIe siècle, bénitiers XIIe siècle[25]. Elle fut classée monument historique en 1853. L'emplacement de l'abbaye indique que l'archevêque de Bourges considérait cette institution comme particularité importante[26]
- Bâtiment de l'ancienne abbaye : porte XIVe siècle (presbytère)
- Vallée de l'Auron
- Canal de Berry
- Plan d'eau du Val d'Auron (82 hectares)
- Parc municipal
- Maison de Jean Sautivet, fabricant de cornemuse au XIXe siècle[27]
- Maison éclusière

### Personnalités liées à la commune
- Jean Sautivet (1796-1867), fabricant et joueur de musettes dans le Berry .

### Héraldique
| Blason de Plaimpied-Givaudins | Les armes de Plaimpied-Givaudins se blasonnent ainsi : De sinople aux deux fasces ondées abaissées d'argent, à la crosse d'or brochante, le tout surmonté d'un agneau aussi d'argent accosté de deux gerbes de blé aussi d'or. |